# Nikolái Kridener
Nikolái Karl Gregor Freiherr von Krüdener (Николай Павлович Криденер; 10 de marzo de 1811-17 de febrero de 1891) fue un general de infantería alemán del Báltico. Se graduó en la Academia de Ingeniería Nikolayevsk en 1828 y tras su graduación fue designado oficial. En 1833 entró en la Academia Militar Imperial y tras su graduación fue general del estado mayor del ejército donde estuvo al cargo de varios servicios administrativos. En 1848 tomó el mando del regimiento Príncipe Eugenio de Wurtemberg. En 1858 fue comandante del regimiento de granaderos de Keksgolm. Promovido a mayor general en 1859, tomó el mando del Regimiento ruso de la Guardia Imperial de Volinia.
Estuvo al mando del 9.º Cuerpo de Ejército durante la guerra ruso-turca de 1877-1878 y conquistó la ciudad de Nikopol el 4 de junio de 1877, por lo que le fue concedida la Orden de San Jorge, 3.ª clase. Después estuvo al mando de las fuerzas rusas durante la primera batalla de Plevna entre el 8-18 de julio de 1877 donde fue derrotado. Después participó en el asedio de Plevna.
Después de la guerra estuvo al cargo de las fuerzas militares en Varsovia. Murió en 1891.